# Центральный дом кино
Центра́льный Дом кино́ (ЦДК) (ранее — Моско́вский Дом кино́, Центра́льный Дом кино́ Сою́за кинематографи́стов СССР) — творческий клуб деятелей киноискусства Москвы. Был открыт в 1934 году. Работает под руководством Союза кинематографистов России. На территории Дома кино проходят кинопоказы, творческие встречи, кинофестивали, конференции и другие мероприятия.

## История
В начале XX века на месте современного ЦДК работал Алексеевский Народный дом. Возведённый по проекту архитектора Владимира Сероцинского, он был оформлен в стиле модерн с элементами неоклассицизма. Средства на строительство выделило «Московское столичное попечительство о народной трезвости»: совместно с Министерством финансов, благотворители того времени вкладывали деньги в такие культурные центры, где для рабочих и их семей предлагались спортивные и культурные программы.
После революции в здании бывшего народного дома работали конторы. Идея создания киноклуба, представляющего собой центр развития кинематографического искусства страны, принадлежала советскому режиссёру и сценаристу Сергею Эйзенштейну. 4 мая 1934 года в старом двухэтажном особняке постройки 1906 года на Васильевской улице открылся Московский дом кино со зрительным залом на 700 мест.
Членами Московского дома кино помимо работников кинематографии становились студенты старших курсов Высшего государственного института кинематографии. 

Здесь должны повседневно встречаться киноработники с работниками смежных искусств. В Доме кино должно широко обсуждаться творчество режиссёров, сценаристов, операторов, актёров и художников. Киноработник должен получить в своём Доме непринуждённый, весёлый и полезный отдых.
В ближайшее время Дом кино будет надстроен. В верхних этажах будет создан образцовый звуковой кинотеатр по новейшему американскому типу.
— «Советское искусство» № 22 1934
Один из создателей ЦДК Борис Шумяцкий был вскоре расстрелян.
В последующие годы из-за надстройки Дом кино неоднократно менял своё местоположение. Сначала он переехал в здание на Ленинградском шоссе, где работали студия «Межрабпомфильм» (ныне — гостиница «Советская»), затем в «Первый кинотеатр» на Поварской (ныне — Центр театра и кино под руководством Н. Михалкова). В 1968 году Дом кино вернулся на Васильевскую улицу — новое рядом стоящее здание для него было возведено на пересечении со 2-й Брестской по проекту архитектора Евгения Стамо. Тогда же в надстроенном объёме старого здания был открыт ресторан Дома кино.
Во время проектирования нового здания Союзу кинематографистов был подарен огромного размера витраж Фернана Леже, созданный им в 1951 году. Это сделала Надя Леже (Надежда Ходасевич) — вдова художника. С тех пор витраж, украшающий холл большого зала является символом и визитной карточкой Дома кино.
В новом здании был обустроен большой по тем временам зал вместимостью 1100 зрителей. Здесь проходили премьеры фильмов, театрализованные постановки, концерты и фотовыставки. Вход осуществлялся по членским билетам Союза кинематографистов или по специальным приглашениям.
В 2016 году Дом кино объявил об изменениях в формате работы — киноклуб стал общедоступным, билеты на кинопоказы, пресс-конференции и мастер-классы теперь можно приобрести в кассах города.

### Интерьер и залы

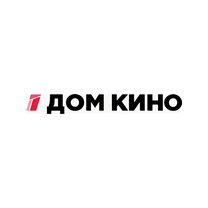
Большой зал Дома кино

На 2017 год в Центральном доме кино существует пять залов, рассчитанных на зрительскую аудиторию свыше 1800 человек.
- Большой зал — главный зал Дома кино. Рассчитан на 1100 зрительских мест. Здесь проходят кинопоказы, кинофестивали, съезды, презентации, спектакли, творческие встречи и новогодние детские мероприятия. Просторное фойе Большого зала также используется для презентаций и выставок.
- Белый зал — второй по величине. Вместимость — 550 человек. Предназначен для проведения кинопоказов, конференций, творческих вечеров, концертов.
- Малый зал вместимостью 60 зрительских мест предназначен для кинопоказов, совещаний, творческих встреч.
- Видеозал вместимостью 35 человек используется для совещаний и презентаций.
- Конференц-зал способен вместить до 120 человек. Используется для проведения конференций, совещаний, диспутов[7].

## Деятельность
В Доме кино регулярно проводятся показы и обсуждения новых кинокартин, устраиваются круглые столы, творческие семинары и конференции, творческие встречи с кинорежиссёрами и актёрами. Кроме того, на территории Дома кино проходит ряд российских и международных кинофестивалей: «Святая Анна», «Радонеж», «Сталкер», «Будем жить» и другие. В ЦДК проходят кинематографические форумы и съезды Правления Союза кинематографистов РФ, пресс-конференции, посвященные вопросам текущего кинопроцесса, презентации новых книг о кино, церемонии вручения кинематографических премий. Также в Доме кино устраиваются музыкальные концерты, юбилейные вечера, ведет постоянную работу Детский клуб Дома кино Союза кинематографистов, в программу которого входят показы детских фильмов прошлых лет, премьеры отечественных и зарубежных киноновинок для детей, праздничные представления, выступления детских коллективов.

### Руководство
Должности директора Центрального дома кино занимали:
- Юлий Гусман (1988—2004)[21];
- Аркадий Кушлянский (2004—2015);
- Михаил Калинин (2015—2016)[22];
- Елена Цуканова (2016—2020)[23];
- Екатерина Головня (2020—2025)[24].

## Траурные мероприятия и прощания с артистами
Центральный дом кино Союза кинематографистов России является излюбленным местом столичной интеллигенции и для актеров советского кино. Именно здесь проходили не только юбилеи, но и прощания с выдающимися деятелями культуры страны. В разные годы в ЦДК проходили церемонии прощания с Вячеславом Тихоновым, Алексеем Баталовым, Зинаидой Кириенко, Татьяной Самойловой, Михаилом Пуговкиным, Владимиром Меньшовым, Ниной Руслановой, Борисом Грачевским, Алексеем Булдаковым, Дмитрием Марьяновым, Верой Глаголевой, Владимиром Толоконниковым, Владимиром Краснопольским, Леонидом Шварцманом, Алексеем Петренко, Анатолием Кузнецовым, Александром Белявским, Игорем Старыгиным, Семеном Фарадой и др. .
Последними траурными церемониями ЦДК перед закрытием на реконструкцию стала церемонии прощания с актрисой Светланой Светличной (20 ноября 2024 года) и актером Игорем Янковским (30 января 2025 года). Обе церемонии проходили в историческом Белом зале. 

## Реконструкция
25 августа 2022 года в СМИ появилась информация, что ЦДК будет реконструирован: Москомархитектура одобрила проект Союза кинематографистов, который предусматривает застройку участка перед зданием новым комплексом площадью 29250 м², в который войдут жилые апартаменты площадью свыше 10 тыс. м², киноконцертный зал в два раза меньше размером (4540 м²), офисы и подземная часть на 6500 м².
19 апреля 2023 года появилась информация, что жилая часть проекта увеличится в 1,5 раза и составил 14 530м м², при этом общая площадь комплекса не увеличится; заместитель председателя Союза кинематографистов Валерий Тонких также сообщил, что решение о реконструкции было одобрено двумя съездами союза и пленумом его правления.
В сентябре 2024 года стало известно о закрытии Центрального дома кино на реконструкцию зимой 2025 года. 
1 февраля 2025 года Центральный дом кино Союза кинематографистов России был закрыт на реконструкцию.

## Культурное наследие Дома кино
В связи с реконструкцией здания, общественность заинтересовала судьба памятников культуры и искусства, расположенных на фасаде и помещениях Центрального дома кино. 

6 февраля Союз кинематографистов России выпустил официальное заявление, где была обозначена дальнейшая судьба предметов искусства.
В связи с предстоящей реконструкцией здания Союза кинематографистов России, руководству Союза кинематографистов России в различном формате поступают вопросы о сохранении имущества и предметов, представляющих культурную ценность. - Исполнительная дирекция Союза кинематографистов России.
- Витраж Фернана Леже и другие объекты, представляющие культурную ценность, планируется передать на хранение в Государственный музей изобразительных искусств А.С. Пушкина.
- Эмблема на фасаде Дома кино будет перемещена на хранение в  Дом ветеранов кино (ДВК).
- Кинопроекционное оборудование (проекторы, экраны, звук и т.д.) будет частично храниться в ДВК, частично будут переданы Ростовскому  Дому кино и будущему кинокластеру в Болшево.
- Два рояля будут перемещены в Дом ветеранов кино, в дальнейшем отреставрированы.
- Люстры из Белого зала, фойе и кабинетов и другое имущество будут храниться в ДВК.
- Мебель, оргтехника и архивы Союза кинематографистов России будут использоваться сотрудниками Союза кинематографистов России в здании по адресу: ул. Усиевича, дом 9.